# Adolfo Gutkin
Adolfo Gutkin (Buenos Aires, 1936) é um encenador argentino e português.

Iniciou-se como actor no Nuevo Teatro de Buenos Aires, onde interpretou Mãe Coragem de Bertolt Brecht, Androcles e o Leão de Bernard Shaw e Leoncio e Lena de Büchner. A seguir, com Augusto Fernandes, Agustin Alezzo e Carlos Gandolfo, fundou o Grupo Juan Cristobal, que posteriormente passou a chamar-se La Mascara. Daí saiu para o Teatro Popular Bonaerense.
Em 1962 fixa-se Cuba, onde desenvolve atividade profissional como ator e estuda Psicologia. Fundou uma escola de teatro em Santiago de Cuba e o Conjunto Dramático de Oriente, que dirigiu. Ali encenou peças como A Senhora Júlia, de August Strindberg, Guernica, de Fernando Arrabal, ou O Amante, de Harold Pinter. Foi distinguido no I Festival Latino Americano de Teatro, pela direcção de O Diabo e o Bom Deus, de Jean Genet, e no Festival Nacional de Teatro de Cuba, com Una Libra de Carne, de Cuzzani. Colaborou nos jornais e revistas Columna, Cultura 64, The Crow, Casa de las Americas, Conjunto e Cronos.
Em 1969 resolve viajar para Lisboa, aceitando o convite para dirigir nesse ano o Cénico de Direito, o grupo de teatro da Faculdade de Direito da Universidade de Lisboa. Aí encenou Volpone, de Ben Johnson, obtendo o Prémio da Associação Portuguesa de Críticos de Teatro e o Prémio da Casa da Imprensa, como Melhor Espectáculo do Ano. Nesse ano, de regresso a Buenos Aires, põe em cena uma nova versão de Cementério de Automoviles, de Fernando Arrabal, no Teatro IFT e no Teatro Solis de Montevideo.
Em 1970, de novo em Lisboa, convidado de novo pelo Grupo de Teatro da Faculdade de Direito da Universidade de Lisboa, repõe Volponne e estreia Melin 4, novamente seleccionado como Melhor Espectáculo do Ano pela Associação de Críticos), participando com ambos espectáculos no Festival Internacional de Teatro de San Sebastian, de 1970. Torna-se membro de honra da Associação Académica da Faculdade de Direito da Universidade de Lisboa.
Em 1973 é perseguido pela PIDE e expulso de Portugal.
Voltaria a Cuba e ao Conjunto Dramático de Oriente, participando na criação de uma nova estação televisiva, em Santiago de Cuba.
Depois do 25 de abril de 1974, mais precisamente em 1980, voltou a Portugal. Passou a dirigir o Teatro dos Estudantes da Universidade de Coimbra. Colou os textos e encenou História de Zé e Maria, que levou aos Festivais de Teatro Universitário de Lyon, Nantes e Rennes; a seguir levou a peça Homo Dramaticus, de Albert Adelach, a Dublin e a Moscovo, conseguindo o Prémio de Encenação no Festival Internacional de Sitges, em Espanha, em 1981.
Estabeleceu-se em Lisboa, fundando o Teatro do Mundo, com sede no Teatro Aberto. A seguir, fundou outra companhia, o Teatro Maizum, onde dirigiu, designadamente, Um Jipe em Segunda Mão, de Fernando Dacosta, seleccionado pela Associação de Críticos e pela Secretaria de Estado da Cultura, para o Prémio Almeida Garrett, de 1987.
Em 1981 apresentou à Fundação Calouste Gulbenkian o projecto para a criação do Instituto de Formação, Investigação e Criação Teatral (IFICT), visando, entre outros objectivos, a formação de quadros culturais e técnicos teatrais para as ex-colónias portuguesas em África. Apoiado pelo Fundo Social Europeu tornou-se director do IFICT, em 1982.
Adolfo Gutkin é cidadão português desde 1994.
Em 2019 parte da sua biografia foi publicada no livro A Fantástica Maldição Gutkin, ISBN 978-989-54629-8-8 pelo autor Michel Alex https://porbase.bnportugal.gov.pt/ipac20/ipac.jsp?session=1677R07X708L3.43054&menu=search&aspect=subtab11&npp=20&ipp=20&spp=20&profile=porbase&ri=&term=michel+alex&index=.GW&x=0&y=0&aspect=subtab11 Edições Verbi Gratia, https://verbigratia.pt,  A 2ª edição aumentada deste livro foi publicada em 2020 